# 劉希夷
劉 希夷（りゅう きい、651年（永徽2年） - 679年（調露元年））は、中国・唐の詩人。字は庭芝、廷芝。一説に名が庭芝で字が希夷ともいわれる。汝州梁県の出身。

## 略歴
幼くして父を失い、母と共に外祖父の下に身を寄せ20歳頃まで過ごした。容姿は優れており、物事にこだわらない性格で素行が悪かった。酒と音楽を好み、琵琶の名手であった。675年（上元2年）進士となるが仕官せずに各地を遊覧した。
“年年歳歳花相似 歳歳年年人不同”で有名な詩「代悲白頭翁」が代表作。この詩を発表前に聞いた母の兄弟である宋之問は、非常に気にいって詩を譲るよう頼んだが、劉希夷はこれを断った。怒った宋之問は下僕に彼を殺させたという説がある。詩集4巻がある。

## 漢詩
| 代悲白頭翁     |                                     |
| 洛陽城東桃李花 | 洛陽城東 桃李の花                   |
| 飛來飛去落誰家 | 飛び來たり飛び去り 誰が家にか落ちん |
| 洛陽女児惜顔色 | 洛陽の女児 顔色を惜しみ             |
| 行逢落花長歎息 | 行き逢う落花に長歎息す              |
| 今年花落顔色改 | 今年 花落ち顔色を改め               |
| 明年花開復誰在 | 明年 花開いて復た誰か在らん         |
| 已見松柏摧為薪 | 已に見る 松柏摧れて薪と為るを       |
| 更聞桑田変成海 | 更に聞く 桑田変じて海と成るを       |
| 古人無復洛城東 | 古人また洛城東に無く                |
| 今人還對落花風 | 今人また落花風に対す                |
| 年年歳歳花相似 | 年年歳歳 花は相似たり               |
| 歳歳年年人不同 | 歳歳年年 人は同じからず             |
| 寄言全盛紅顔子 | 言を寄す 全盛の紅顔子               |
| 應憐半死白頭翁 | 応に憐れむべし 半死の白頭翁         |
| 此翁白頭真可憐 | 此の翁の白頭 真に憐むべし           |
| 伊昔紅顔美少年 | これ昔 紅顔の美少年                 |
| 公子王孫芳樹下 | 公子王孫 芳樹の下                   |
| 清歌妙舞落花前 | 清歌妙舞 落花の前                   |
| 光禄池臺開錦繍 | 光禄池臺に錦繍を開き                |
| 将軍楼閣畫神仙 | 将軍楼閣に神仙を画く                |
| 一朝臥病無相識 | 一朝病に臥して相識るなく            |
| 三春行楽在誰邉 | 三春行楽 誰が辺（ほとり）にか在る   |
| 宛轉蛾眉能幾時 | 宛転たる蛾眉 能く幾時ぞ             |
| 須臾鶴髪亂如絲 | 須臾にして鶴髪は乱れ絲のごとし      |
| 但看古来歌舞地 | ただ看る 古来歌舞の地               |
| 惟有黄昏鳥雀悲 | ただ黄昏 鳥雀の悲しむ有るのみ       |